# Родопа
Родопа (дав.-гр. Ῥοδόπη) — персонаж давньогрецької міфології, дочка річкового бога і царя Стрімона і Евтерпи або Калліопи, сестра Реса, Олінфа, Бранга, Евадни, можливо Форбанта і Тірінфа. 
Вона закохалась у сина Борея і Орітії, фракійського царя Гемоса. У них народився син Гебр, який став епонімом річки. За те, що закохані Гемос і Родопа називали себе Зевсом і Герою, обурені боги перетворили їх у гірські вершини на Балканах. Цей сюжет серед інших виткала Афіна під час свого змагання з Арахною.
Згідно з іншими версіями Гемос був її братом; вона мала сина Цікона від бога Аполлона.
На її честь названі:
- гори на Балканському півострові;
- астероїд 166 Родопа.